# X-Men (jeu vidéo, 1993)
Pour le premier jeu X-Men développé sur borne arcade, voir X-Men (jeu vidéo, 1992).
Pour les articles homonymes, voir X-Men (homonymie).
 (octobre 2019).
Si vous disposez d'ouvrages ou d'articles de référence ou si vous connaissez des sites web de qualité traitant du thème abordé ici, merci de compléter l'article en donnant les références utiles à sa vérifiabilité et en les liant à la section « Notes et références ».
X-Men est un jeu vidéo d'action sorti en 1993 sur Mega Drive. Le jeu a été développé par Western Technologies et édité par Sega. Il a connu une suite portant le nom de X-Men 2: Clone Wars et est basé sur le comics Les X-Men.